# Upsilon4 Eridani
Título a ser usado para criar uma ligação interna é Upsilon4 Eridani.
Upsilon4 Eridani (41 Eridani) é uma estrela na direção da constelação de Eridanus. Possui uma ascensão reta de 04h 17m 53.62s e uma declinação de −33° 47′ 54.0″. Sua magnitude aparente é igual a 3.55. Considerando sua distância de 178 anos-luz em relação à Terra, sua magnitude absoluta é igual a −0.14. Pertence à classe espectral B9V. É uma estrela variável.